# Juan Villacrés
Juan Carlos Villacrés (n. Ambato, Ecuador; 30 de septiembre de 1989) es un futbolista ecuatoriano. Juega como delantero y su equipo actual es Deportivo Santo Domingo de la Segunda Categoría de Ecuador.

## Trayectoria
Su carrera futbolística empezó en el club ecuatoriano Técnico Universitario.

## Clubes
| Club                    | País    | Año       |
| ----------------------- | ------- | --------- |
| Técnico Universitario   | Ecuador | 2007-2010 |
| Mushuc Runa             | Ecuador | 2011      |
| Aucas                   | Ecuador | 2012      |
| Técnico Universitario   | Ecuador | 2013      |
| El Nacional             | Ecuador | 2013      |
| Liga de Loja            | Ecuador | 2014      |
| Aucas                   | Ecuador | 2015-2016 |
| Clan Juvenil            | Ecuador | 2017      |
| Fuerza Amarilla         | Ecuador | 2018      |
| Olmedo                  | Ecuador | 2019      |
| Chacaritas              | Ecuador | 2020      |
| Atlético Saquisilí      | Ecuador | 2021      |
| Santa Fe                | Ecuador | 2021      |
| Imbabura S. C.          | Ecuador | 2022-2023 |
| La Unión                | Ecuador | 2023      |
| Vargas Torres           | Ecuador | 2024      |
| Deportivo Santo Domingo | Ecuador | 2024-act. |